# باشگاه فوتبال تاج تهران در فصل ۱۳۴۳
باشگاه فوتبال تاج تهران در سال ۱۳۴۳ این فصل، نوزدهمین فصل حضور تیم تاج، که امروزه با نام استقلال شناخته می‌شود، در فوتبال ایران بود. تاج در این فصل در جام باشگاه‌های تهران، جام دوستی تهران و چند دیدار دوستانه شرکت کرد.

## پیش زمینه
سال ۱۳۴۳ دومین فصل پیاپی رکود مسابقات باشگاهی در ایران بود. دلیل نامنظم برگزار شدن مسابقات باشگاهی در سال‎های ۱۳۴۲ و ۱۳۴۳، برگزاری دیدار‎های تیم ملی در رقابت‎های مقدماتی و رقابت‎های المپیک ۱۹۶۴ بود؛ حضور تیم ملی ایران در المپیک ۱۹۶۴، نخستین رویداد بزرگ جهانی برای فوتبال ایران به شمار می‎آمد و رقابت‎های باشگاهی، تحت تاثیر رقابت‎های ملی قرار گرفته بود. ره‎آورد تیم ملی ایران از این مسابقات، کسب تساوی یک بر یک برابر مکزیک بود. زننده گل تاریخی تیم ملی در این دیدار، کرم نیرلو مهاجم تیم تاج بود. در این سال دو بازیکن دیگر از اسطوره‎های نسل اول باشگاه به نام‎های عارف قلی‎زاده و منوچهر طیورچی اعلام بازنشستگی کردند؛ ضمن آنکه چهار بازیکن نام‎آور و نظامی تیم تاج به نام‎های حشمت مهاجرانی، حسن حبیبی، محمد رنجبر و اصغر شرفی هم به تیم شهربانی منتقل شدند.

## پیش‌فصل
تاج در فروردین ۱۳۴۳ و پیش از آغاز بازی‌های فصل به اسرائیل سفر کرد و ۳ دیدار برابر تیم‌های این کشور انجام داد. تاج هر ۳ دیدار را با شکست به پایان رساند.

## مرور فصل

دیدار دوستانه تاج در برابر راپید بخارست رومانی در اردیبهشت ۱۳۴۳

### جام باشگاه‌های تهران
مرحله نخست این رقابت‎ها در بهار و تابستان سال ۱۳۴۳ برگزار شد اما مرحله دوم به علت برگزاری اردو و دیدارهای تیم ملی برگزار نشد و بازی‎ها نیمه تمام باقی ماند. ضمن این که تیم تاج به عنوان تیم نخست به مرحله دوم رسیده بود.

### جام دوستی تهران
این مسابقات در هفته‎های پایانی سال ۱۳۴۳ آغاز شد اما با توجه به محرومیت بازیکنان تیم شاهین و کنار کشیدن این تیم از جریان مسابقات و همچنین وجود اختلافات گسترده در سطح فوتبال ایران، نیمه تمام رها شد.

## فهرست بازیکنان
بازیکنانی که در این سال برای تیم تاج به میدان رفتند عبارت بودند از: محمد بیاتی، مهدی کشاورز، اونیک کاراپتیان، احمد رحیمی، ناصر ابراهیمی، علی استادعلی، امیر ابارشی، هوشنگ متکلمی، گودرز حبیبی، الک وارطانیان، کامبیز جمالی، حسین فرزامی، کنستانت داویدخانیان، حسین کمایی، بیوک جدیکار، مرتضی شرکا، امیرحسین جابری‌زاده، بیوک صباغ، محمدرضا عادلخانی، پرویز ابوطالب، کرم نیرلو، کنستانت هاراطونیان، حسن اعلم، فریدون عسگرزاده، شهمیرزادی

## بازی‌ها

### جام باشگاه‌های تهران
منبع
| ۳ اردیبهشت ۱۳۴۳ ۱ | تاج تهران                          | ۴ – ۰ | جعفری تهران | تهران                 |
|                   | نیرلو · کمایی · اعلم · داویدخانیان |       | گودرزی      | ورزشگاه: امجدیه تهران |

| ۱۸ اردیبهشت ۱۳۴۳ ۲ | تاج تهران  | ۱ – ۱ | پولاد تهران | تهران                                 |
|                    | جدیکار ۱۶' |       | ابراهیم ۵۷' | ورزشگاه: امجدیه تهران داور: سعید صدری |

| ۲۵ اردیبهشت ۱۳۴۳ ۳ | تاج تهران | ۰ – ۰ | پاس تهران | تهران                 |
|                    |           |       |           | ورزشگاه: امجدیه تهران |

| ۱۹ تیر ۱۳۴۳ ۴ | تاج تهران | ۱ – ۰ | داریوش تهران | تهران                                 |
|               | اعلم      |       |              | ورزشگاه: امجدیه تهران داور: کدخدازاده |

| ۲۶ تیر ۱۳۴۳ ۵ | تاج تهران | ۱ – ۰ | کوروش تهران | تهران                 |
|               |           |       |             | ورزشگاه: امجدیه تهران |

### جام دوستی تهران
| ۱۳ اسفند ۱۳۴۳ ۱ | تاج تهران | ۰ – ۱ | شعاع تهران | تهران                 |
|                 |           |       | میرزاخانی  | ورزشگاه: امجدیه تهران |

| ۲۱ اسفند ۱۳۴۳ ۲ | تاج تهران | ۰ – ۰ | دارایی تهران | تهران                 |
|                 |           |       |              | ورزشگاه: امجدیه تهران |

| ۲۴ اسفند ۱۳۴۳ ۳ | تاج تهران                                                          | ۵ – ۱ | پولاد تهران | تهران                                 |
|                 | عسگرزاده ۱۷' · استادعلی ۲۵' · نیرلو ۳۵' · فرزامی ۴۴' · ابوطالب ۵۵' |       | یاورزاده    | ورزشگاه: امجدیه تهران داور: سعید صدری |

| ۲۴ فروردین ۱۳۴۴ ۴ | تاج تهران | ۱ – ۰ | آرارات تهران | تهران                                    |
|                   | فرزامی    |       |              | ورزشگاه: امجدیه تهران داور: ارشد برازنده |

### بازی‌های دوستانه
منبع
| فروردین ۱۳۴۳ دوستانه ۱ | جوانان اسرائیل        | ۳–۰ | تاج تهران | تل‌آویو، اسراییل |
|                        | ؟ ۲۷' · ؟ ۳۰' · ؟ ۳۷' |     |           |                 |

| فروردین ۱۳۴۳ دوستانه ۲ | منتخب اورشلیم             | ۲–۰ | تاج تهران | اورشلیم، اسراییل |
|                        | ؟ نیمه دوم' · ؟ نیمه دوم' |     |           |                  |

| فروردین ۱۳۴۳ دوستانه ۳ | منتخب حیفا    | ۲–۱ | تاج تهران | حیفا، اسراییل |
|                        | ؟ ۲۸' · ؟ ۵۰' |     | جمالی ۱۵' |               |

| ۶ اردیبهشت ۱۳۴۳ دوستانه ۴ | تاج تهران          | ۲ – ۲ | راپید بخارست رومانی | تهران                                 |
| ۱۷:۰۰                     | جمالی · جدیکار ۸۸' |       | اوزن ۷۱' · کراس ۷۵' | ورزشگاه: امجدیه تهران داور: سعید صدری |

| ۱۴ بهمن ۱۳۴۳ دوستانه ۵ | تاج تهران | ۰ – ۳ | اسپارتا پراگ چکسلواکی     | تهران                 |
|                        |           |       | ولادیمیر · ناشناس · وارنا | ورزشگاه: امجدیه تهران |

| ۳۰ بهمن ۱۳۴۳ دوستانه ۶ | تاج تهران                     | ۳ – ۰ | تاج اصفهان | تهران                 |
|                        | فرزامی · عادلخانی · جابری‌زاده |       |            | ورزشگاه: امجدیه تهران |

### تعداد بازی
| #  | بازیکن            | تعداد بازی |
| #  | بازیکن            | لیگ تهران  |
| -- | ----------------- | ---------- |
| ۱  | مهدی کشاورز       | ۹          |
| ۲  | احمد رحیمی        | ۹          |
| ۳  | پرویز ابوطالب     | ۹          |
| ۴  | کرم‌ نیرلو         | ۹          |
| ۵  | اونیک کاراپتیان   | ۵          |
| ۶  | گودرز حبیبی       | ۵          |
| ۷  | کامبیز جمالی      | ۵          |
| ۸  | حسین کمایی        | ۵          |
| ۹  | بیوک صباغ         | ۵          |
| ۱۰ | حسن اعلم          | ۴          |
| ۱۱ | امیر ابارشی       | ۴          |
| ۱۲ | ناصر ابراهیمی     | ۴          |
| ۱۳ | غلامحسین فرزامی   | ۴          |
| ۱۴ | کنسانت هاراطونیان | ۴          |
| ۱۵ | داوید خانیان      | ۳          |
| ۱۶ | بیوک جدیکار       | ۳          |
| ۱۷ | الک وارطانیان     | ۳          |
| ۱۸ | علی استادعلی      | ۳          |
| ۱۹ | اصغر رباعی        | ۲          |
| ۲۰ | فریدون عسگرزاده   | ۲          |
| ۲۱ | مرتضی شرکا        | ۲          |

- بازی‌های جام باشگاه‌های تهران و جام دوستی تهران با هم یکجا محاسبه شده است.

## سایر ورزشها
- در مسابقات ژیمناستیک باشگاه های تهران، تیم تاج عنوان قهرمانی را کسب نمود.
- تیم دوچرخه سواری تاج عنوان نخست رقابت های قهرمانی باشگاه های تهران را به دست آورد.
- در مسابقات دو و میدانی قهرمانی باشگاه‌های تهران تیم تاج عنوان دومی را کسب نمود.
- در مسابقات بسکتبال بانوان قهرمانی باشگاه‌های تهران، تیم بسکتبال بانوان تاج به عنوان دومی دست یافت.
- در مسابقات بوکس باشگاه‌های تهران تیم تاج با به مقام قهرمانی این دوره از مسابقات دست یافت.
- در مسابقات تنیس قهرمانی باشگاه های تهران تیم تاج به عنوان نخست دست یافت.

منبع